# کانیشکا
کانیشکا (بلخی: Κανηϸκε Kaniške، خروشتی: 𐨐𐨞𐨁𐨮𐨿𐨐؛ براهمی: ؛ چینی باستان: 迦腻色伽، سانسکریت: कनिष्क)، معروف به کانیشکای بزرگ، از سال ۱۲۷ تا ۱۵۰ میلادی شاهنشاه امپراتوری کوشانی بود. او برای دستاوردهای نظامی، سیاسی و دینی خود و اینکه امپراتوری را کوشانی را به اوج اقتدارش رساند، معروف است. کانیشکا که از نوادگان کوجولا کادفیسس - بنیانگذار شاهنشاهی کوشان - است، در سال ۱۲۷ میلادی قدرت را در باختر (بلخ) به دست گرفت و قلمروی کوشان‌ها را از آسیای میانه و منطقه گنداره به پاتالی‌پوترا و جلگه سند و گنگ گسترش بخشید. وی در امپراتوری خود دو پایتخت را بنا نهاد پایتخت تابستانی او شهر بگرام در افغانستان امروزی و پایتخت زمستانی‌اش شهر پیشاور در پاکستان امروزی بود. سکه‌های کانیشکا حتی در شهر جبل‌پور هند بدست‌ آمده‌است که گسترش این شاهنشاهی را به اقصی نقاط شرق نشان می‌دهد.
کانیشکا از قوم یوئه‌چی و زبان مادری او تخاری بود. کانیشکا پسر ویما کادفیسس است و نسبت او با شاهنشاهان دیگر کوشانی در کتیبه معروف سنگ‌نوشته رباطک توضیح داده‌ شده‌است. کوجولا کادفیسس به عنوان پدر پدربزرگش، ویما تاکتو به عنوان پدربزرگش، ویما کادفیسس به عنوان پدرش، و خودش کانیشکا به عنوان شاهنشاه فعلی.
کانیشکا یکی از مهم‌ترین شخصیت‌های تاریخ بودایی‌گری است. فتوحات او باعث گسترش بوداییسم شد و بودایی‌گری را به دین غالب راه ابریشم بدل ساخت. همچنین ورود کوشان‌ها به حوضه تاریم راه را برای ورود این دین به چین هموار کرد. نخستین ترجمه‌های آثار بودایی به زبان چینی در این دوره اتفاق افتاد.
تاریخ‌نگاران در گذشته بر این باور بودند که کانیشکا در سال ۷۸ میلادی تاج گذاری کرده‌است، اما پس از پیدایش سنگ‌نبشته رباطک دیگر این دیدگاه مورد پذیرش نیست. فالک باور دارد که در سال ۱۲۷ میلادی برتخت نشسته‌است.

## فتوحات

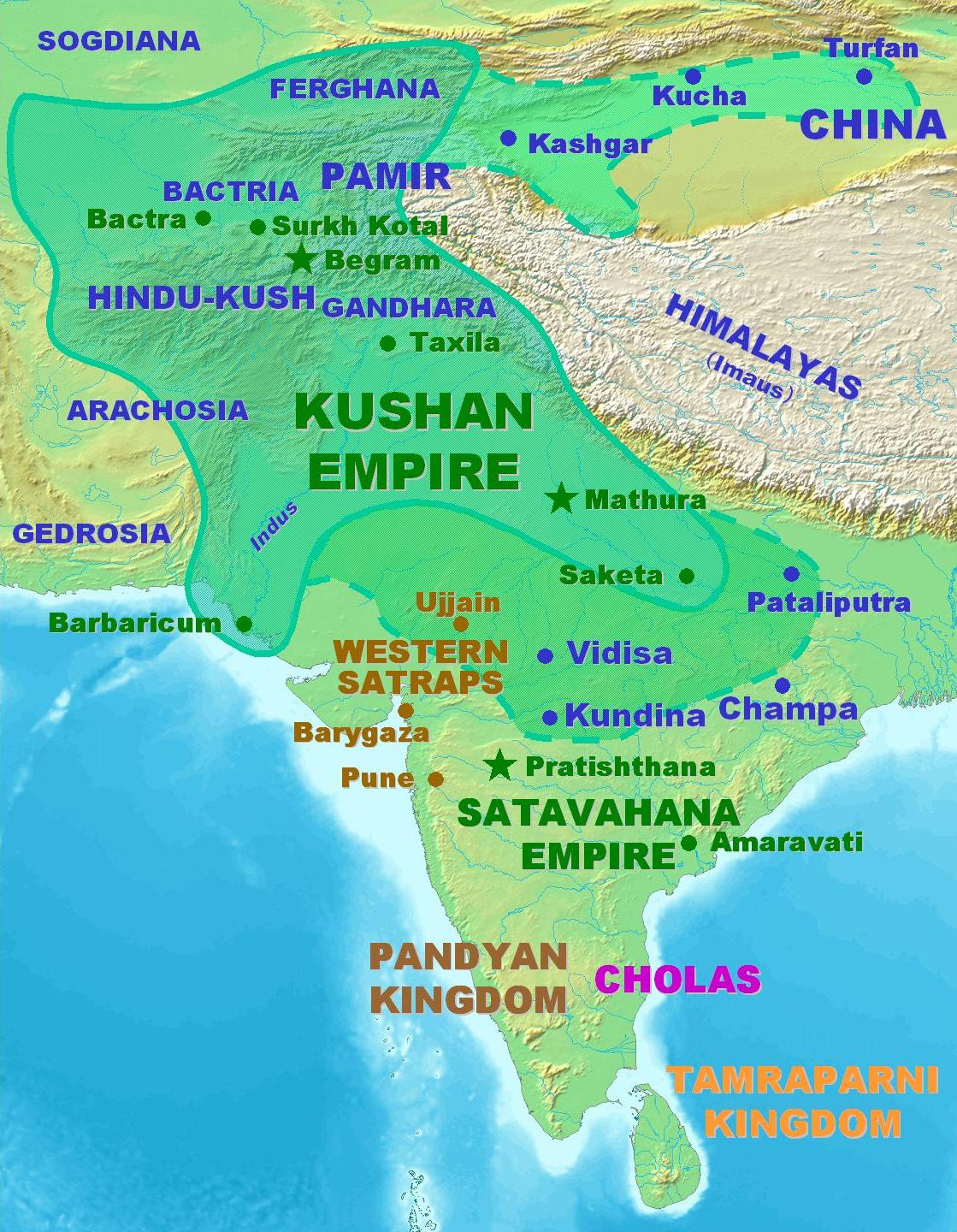
اوج گستره کوشانیان در زمان کانیشکای کبیر، نبردهای هند او در سنگ‌نوشته رباطک، نبرد های چین او از سکه‌شناسی حوضه تاریم و تاریخ هان متاخر و فتوحات غربی او با اشکانیان از نسخه سانسکریت ترجمه شده به چینی آمده‌است.

کانیشکا امپراتوری بسیار وسیع داشت که گستره آن از ازبکستان، تاجیکستان، ترکمنستان و دریاچه آرال در شمال آمودریا، به کشمیر و پاتالی‌پوترای پاکستان، جلگه سند و گنگ، ماتورا و جبل‌پور در هند می‌رسید. او ساتراپ‌های مرو، هرات و زرنج را نیز از بلاش سوم اشکانی فتح نمود. متن بودایی Śrīdharmapiṭakanidānasūtra و سنگ‌نوشته رباطک فتوحات کانیشکا در شبه قاره هند را تایید می‌کند. تاریخ هان متاخر از نبرد نایب‌السلطنه کوشانی به نام ژِی (謝) که رهبری ۷۰،۰۰۰ نفر ارتش کوشانی را به عهده داشت با ژنرال بان چائو دودمان هان در سال ۹۰ میلادی در نزدیکی ختن خبر می‌دهد که تثبیت اقتدار کانیشکا در آسیای میانه، کاشغر، ختن، یارکند و حوضه تاریم است. چندین سکه از کانیشکا که در حوضه تاریم پیدا شده‌است گواه اقتدار کوشانیان در چین است.

## سکه‌شناسی

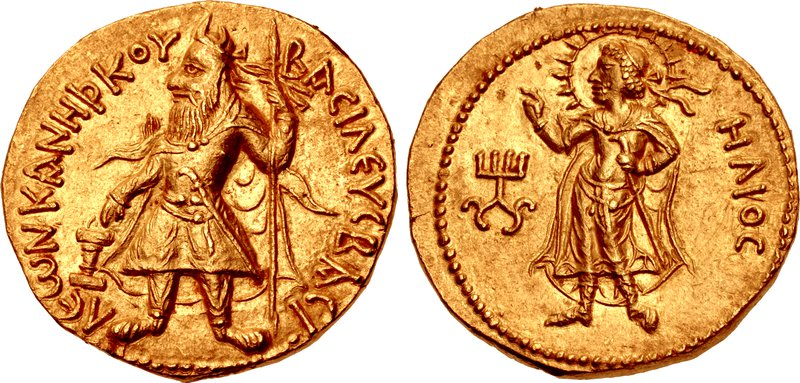
سکه طلای کانیشکا اول با افسانه یونانی و الوهیت هلنیستی هلیوس. (حدود ۱۲۰ م.).
رو: کانیشکا ایستاده، پوشیده از کت کوشانی سنگین و چکمه‌های بلند، شعله‌های آتش از شانه‌ها بیرون می‌آید، پرچمی در دست چپ خود گرفته و بر سر قربانگاه قربانی می‌کند. افسانه یونانی ΒΑΣΙΛΕΥΣ ΒΑΣΙΛΕΩΝ ΚΑΝΗϷΚΟΥ "[سکه] کانیشکا، شاهنشاه شاهنشاهان".
پشت: هلیوس ایستاده به سبک هلنیستی، که با دست راست یک ژست تبریک می‌دهد. افسانه به خط یونانی: ΗΛΙΟΣ هلیوس. تمغای کانیشکا در سمت چپ.

سکه‌های کانیشکا تصاویری از خدایان هندی، یونانی، زردشتی و حتی سومر و عیلامی را به تصویر می‌کشد که نشان‌دهنده تلفیق‌گرایی مذهبی در باورهای اوست. سکه‌های کانیشکا از ابتدای سلطنت او افسانه‌هایی به زبان و خط یونانی دارند و خدایان یونانی را به تصویر می‌کشند. سکه‌های بعدی افسانه‌هایی به زبان بلخی دارند، که ظاهراً کوشانی‌ها به آن صحبت می‌کردند. زبان مادری خود کانیشکا تخاری بوده‌است و الوهیت‌های یونانی به تدریج جای خود را به الوهیت‌های زردشتی می‌دهد. تمام سکه‌های کانیشکا - حتی آنهایی که افسانه‌ای در زبان بلخی دارند - به خط یونانی تغییر یافته نوشته شده‌اند که دارای یک علامت (Ϸ) اضافی برای نشان دادن /š/ (ش) است، مانند کلمه "کوشان" و "کانیشکا" .
روی سکه‌های او، کانیشکا معمولاً به‌عنوان مردی ریش‌دار با کتی بلند و شلواری که روی مچ پا جمع شده و شعله‌های آتش از شانه‌هایش بیرون می‌زند، نشان داده شده است. او چکمه‌های گرد بزرگ می پوشد و به یک شمشیر بلند و همچنین یک نیزه مسلح است. او اغلب دیده می شود که در حال قربانی کردن در یک محراب کوچک است. نیمه پایینی نقش برجسته سنگ آهکی کانیشکا با اندازه مشابه، با یک تکه دوزی سفت در زیر کت و خارهای چسبیده به چکمه هایش در زیر نور جمع شده شلوارش، در موزه کابل حفظ شد درحالی که بقیه توسط طالبان ویران شد.

## ایزد و الوهیت
در سکه‌های طلای کانیشکا از خدایان مختلفی نشان داده‌ می‌شود که نشانه تلفیق‌گرایی مذهبی شخص کانیشکا است. استفاده از خدای معروف هندو، شیوا به سبب گسترش قلمرو کانیشکا به اقصی نقاط هند است. گوتاما بودا نیز در شبکه‌های او دیده می‌شود که نفوذ دین بودایی دربار کانیشکا را نشان می‌دهد. سایت های باستان شناسی، هده، منطقه گنداره و تندیس‌های بودا در بامیان نشانگر کوشش توسعه دین بودایی توسط کوشانیان است. خدایان هلینستی و یونانی نیز به سبب نفوذ دولت یونانی بلخ که قبل از کوشانیان وجود داشته، آمده‌است. خدایان اوستایی و زردشتی چون از بلخ عروج نموده بودند نیز در سکه‌های کانیشکا آمده‌است.

### هندو
1. ΟΗϷΟ (oesho، شیوا)

### بودایی
1. ΒΟΔΔΟ (boddo، گوتاما بودا)
2. ϷΑΚΑΜΑΝΟ ΒΟΔΔΟ (shakamano boddho، شاکومانا بودا)
3. ΜΕΤΡΑΓΟ ΒΟΔΔΟ (metrago boddo، مایتریا)

### یونانی
خدایان یونانی با نام‌های یونانی بر روی این سکه‌های اولیه نشان داده شده‌اند:
1. ΗΛΙΟΣ (ēlios، هلیوس)
2. ΗΦΑΗΣΤΟΣ (ēphaēstos، هفائستوس)
3. ΣΑΛΗΝΗ (salēnē، سلنه)
4. ΑΝΗΜΟΣ (anēmos، بورئاس)

### بلخی
1. ΑΡΔΟΧϷΟ (ardoxsho، ارد یشت)
2. ΛΡΟΟΑΣΠΟ (lrooaspo، گئوش)
3. ΑΘϷΟ (adsho، آذر)
4. ΦΑΡΡΟ (pharro، فر)
5. ΜΑΟ (mao، ایزد ماه)
6. ΜΙΘΡΟ (mithra، مهر)
7. ΜΟΖΔΟΟΑΝΟ (mozdaoona، اهورامزدا)
8. ΝΑΝΑϷΑΟ (nana، آناهیتا)
9. ΜΑΝΑΟΒΑΓΟ (manaobago، بهمن)
10. ΟΑΔΟ (oado، ایزد باد)
11. ΟΡΑΛΑΓΝΟ (orlango، بهرام)

## کانیشکا و بودا

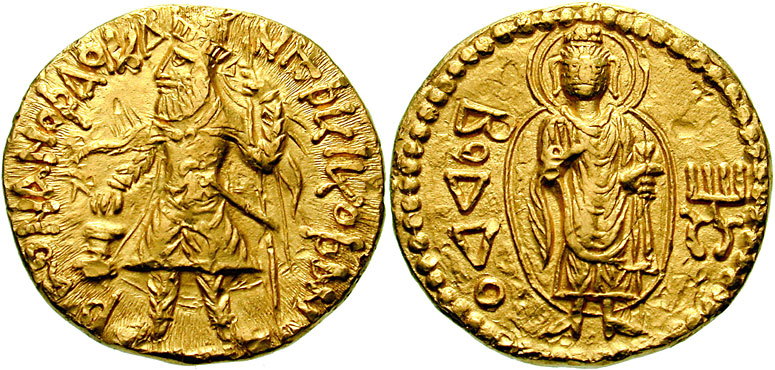
سکه طلای "کانیشکا یکم" با نشانی از بودا" (حدود ۱۲۰ م.).
رو: کانیشکا ایستاده...، پوشیده از کت کوشانی سنگین و چکمه‌های بلند، شعله‌های آتش از شانه‌ها بیرون می‌آید، عصا را در دست چپ می‌گیرد و بر قربانگاه قربانی می‌کند. افسانه کوشانی زبان به خط یونانی (با افزودن حرف کوشانی Ϸ "ش"): ϷΑΟΝΑΝΟϷΑΟ ΚΑΝΗϷΚΙ ΚΟϷΑΝΟ ("شائوناشاشوئو کانیشکا کوشانو"): "شاهنشاه شاهان، کانیشکای کبیر کوشان".
پشت: بودای ایستاده به سبک هلنیستی، با دست راست خود ژست «بدون ترس» (ابهایا مودرا) را شکل می‌دهد و چین‌هایی از ردای خود را در دست چپ خود می‌گیرد. افسانه به خط یونانی: ΒΟΔΔΟ ، برای بودا. مونوگرام کنیشکا (تمغا) به سمت راست.

در کیش بودایی شخصیت کانیشکا از اهمیت بالایی برخوردار است. اگرچه او هرگز به بودیسم نگروید، اما آموزه‌های آن را تشویق کرد و حمایت سلطنتی از آن را اعلام داشت.   جالب است که او رهبری چهارمین شورای بودایی در کشمیر را اداره می‌کرد. ۳۲ تصویر بودا که امروز بجا مانده‌است در زمان او فراهم شده‌است.
او همچنین مکتب هنر توفیقی یونانی-بودایی گندهارا و مکتب هنری ماتورا را نیز تشویق و حمایت سلطنتی می‌کرد (یک تلفیق گریز ناپذیر مذهبی حاکمیت کوشانا را فرا گرفته است). به نظر می‌رسد که کانیشکا شخصاً هم آیین بودایی و هم کیش زردشتی را پذیرفته است، اما او تصمیم گرفت از بودیسم حمایت کند که در سراسر امپراتوری کوشان و تندیس‌های بودا در بامیان اثبات شده است.
بزرگترین کمک او به معماری بودایی، استوپای کانیشکا در پیشاور است. باستان شناسانی که در سال های ۱۹۰۸-۱۹۰۹ پایه آن را دوباره کشف کردند تخمین زدند که قطر این استوپا ۲۸۶ فوت (۸۷ متر) است. گزارش‌های زائران چینی مانند شوان‌زانگ نشان می‌دهد که ارتفاع آن ۶۰۰ تا ۷۰۰ (فوت  چینی) تقریباً ۱۸۰-۲۱۰ متر یا بوده و با جواهرات پوشیده شده است.
گفته می‌شود که کانیشکا به‌ویژه با دانشمند بودایی آشوا گهوش در سال‌های آخر عمر خود مشاوره مذهبی داشت.

## آثار بودایی پیدا شده از دوران کانیشکا
| - ساخته شده در سال دوم شاهنشاهی کانیشکا. - تندیس بودا، ساخته شده در سال دوم شاهنشاهی کانیشکا - ساخته شده در سال سوم شاهنشاهی کانیشکا - ساخته شده در سال دوم شاهنشاهی کانیشکا |

## سکه‌ها

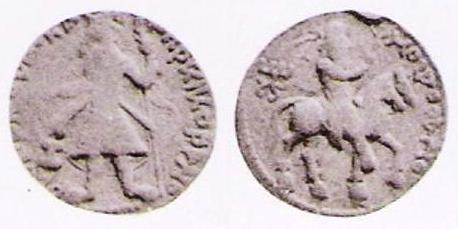
سکه کانیشکا و موزدائونا (اهورامزدا)
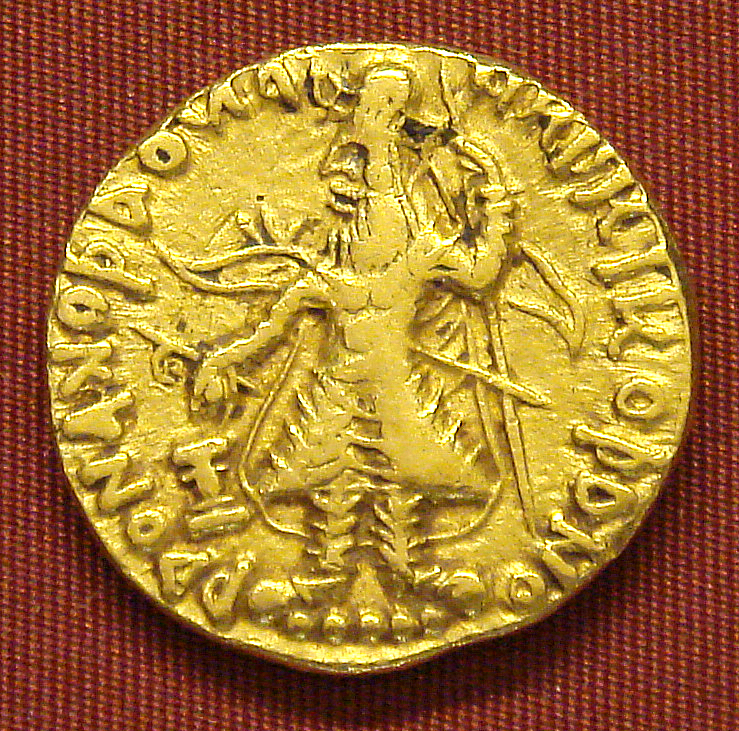
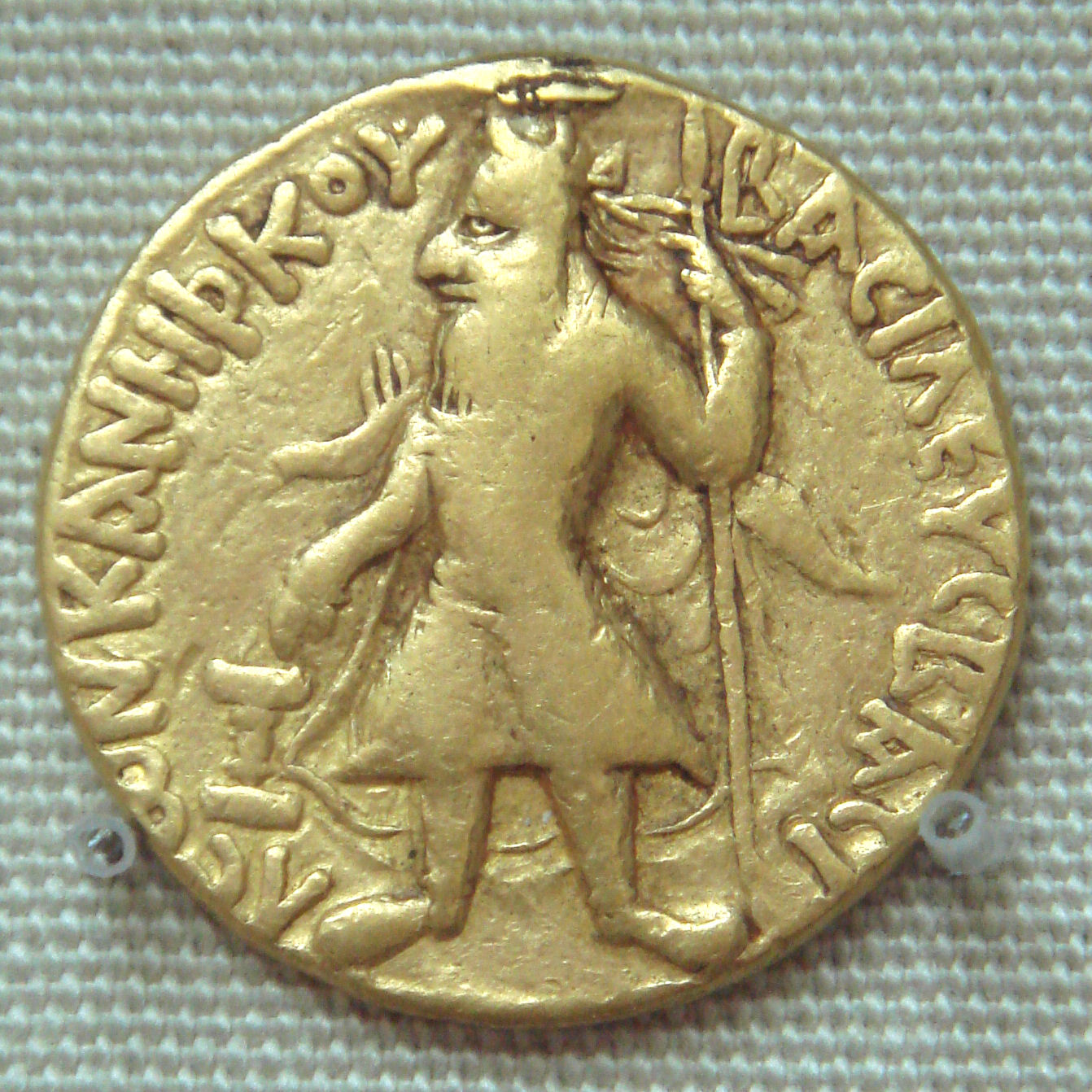
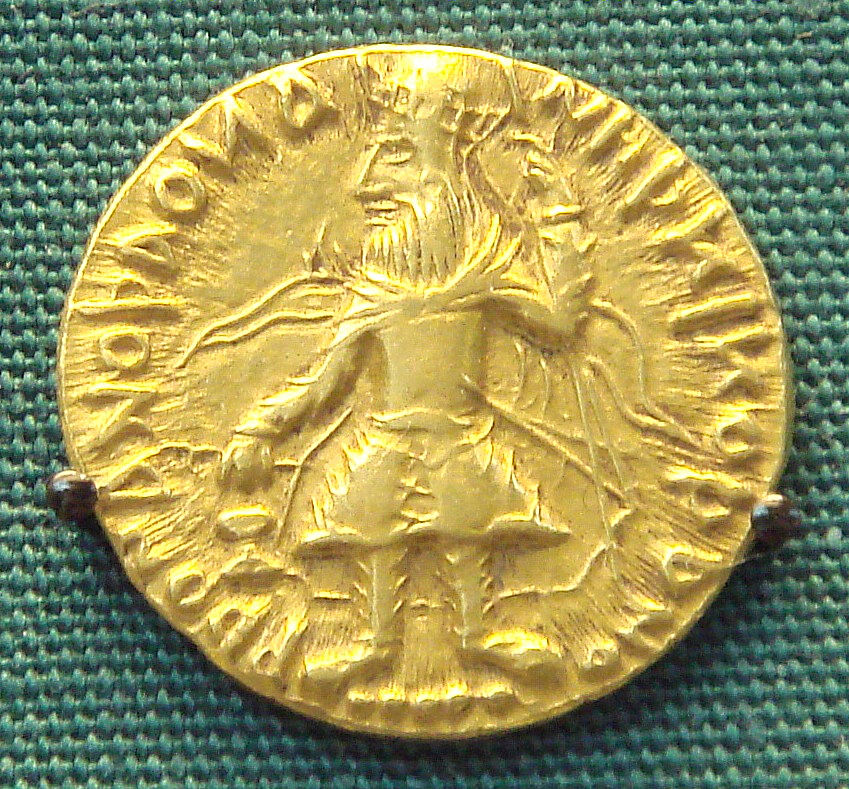
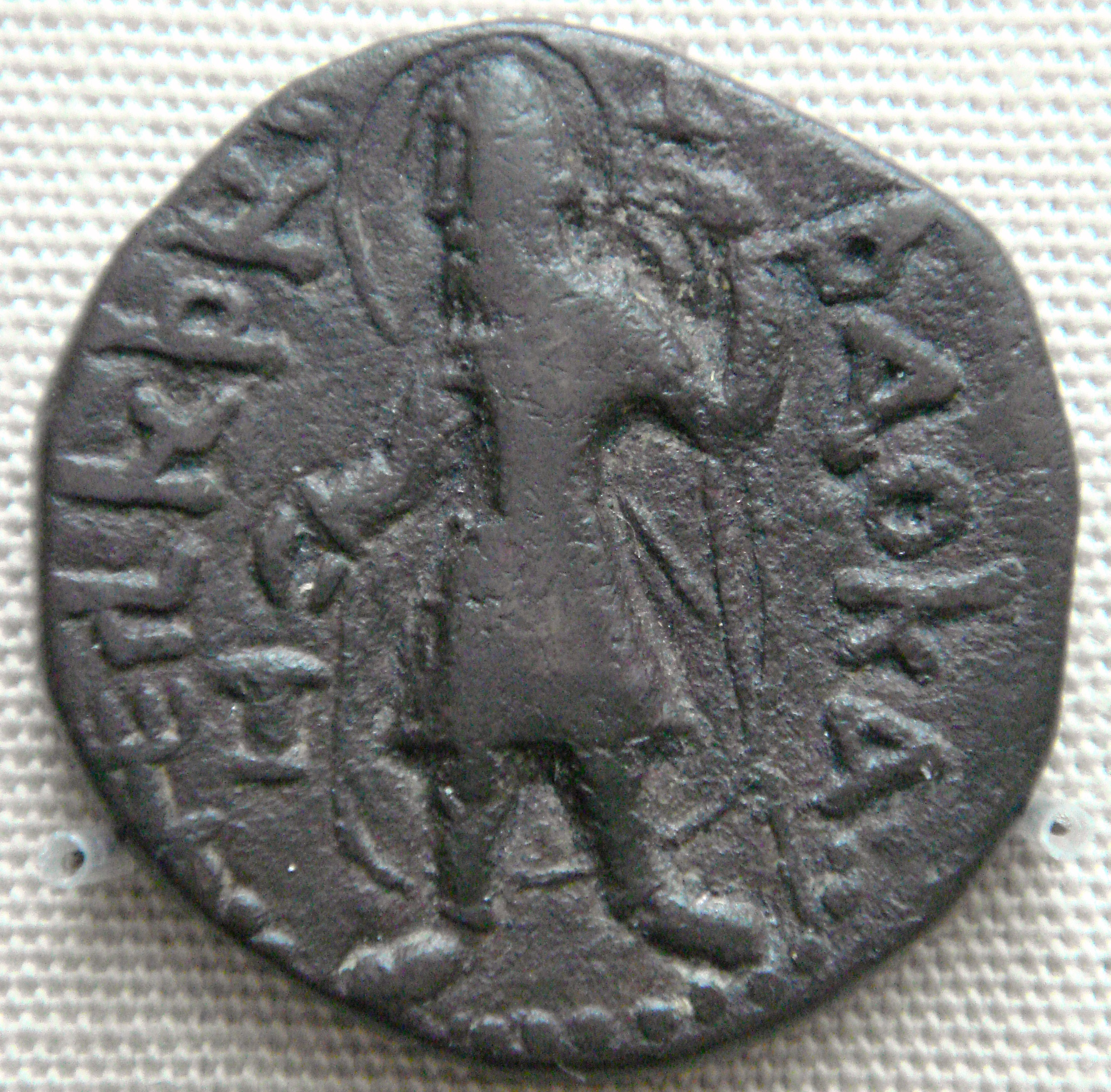